# Lísias
Lísias (Atenas 459 a.C.  – Atenas, 380 a.C.) foi um orador grego.
Seu pai, Céfalo, era filho de Lisânias, filho de Céfalo, e era natural de Siracusa. Lísias nasceu no segundo ano da 80.ª olimpíada, quando Philocles, sucessor de Phrasicles, era arconte. Lísias era filho de um comerciante de armas de Siracusa chamado Céfalo  e aos quinze anos partiu para Túrio, na Sicília, com o objetivo de estudar retórica. 
Em 412 a.C., após a fracassada expedição ateniense contra Siracusa, Lísias volta a Atenas. Em seu regresso, encontra a cidade governada pelos Trinta Tiranos. Tanto ele quanto sua família eram considerados estrangeiros e tiveram a fortuna confiscada pelo regime. Polemarco, seu irmão, foi preso e executado em 404 a.C.. Em vista disso, Lísias se refugiou em Mégara e somente volta para Atenas com a queda dos Trinta Tiranos.
Alguns vêem em Lísias um dos grandes oradores gregos ao lado de Demóstenes e Ésquines. Lísias, como contemporâneo de Sócrates, aparece em dois diálogos de Platão: na Politéia (República) e no Fedro.
Seus discursos contra o político Eratóstenes, que acreditava ser o principal culpado pela morte de seu irmão, o tornaram célebre.
Ele foi casado com Anaco, uma parente de Isócrates, com quem teve um filho, Lisicles.